# Queimadela (Fafe)
Queimadela est une ancienne freguesia de la ville de Fafe, au nord du Portugal, non loin de la ville de Guimarães. Vaste de 7,88 km2 pour 490 habitants (2011), la densité y est de 62,2 hab/km2. Cette ancienne paroisse civile est divisée en plusieurs lugares ou hameaux : Ameixedo, Argande, Assento, Cabanas, Calcões, Cheda, Igreja, Pondres, Pontido, Queimadela, Repulo, Ribeiras, Santa Cruz et Vila Franca.
Le barrage de Queimadela se trouve dans cette freguesia, traversée par le Rio Vizela.
Depuis la réforme territoriale de 2013, Queimadela fait partie de l'Union des freguesias de Monte et Queimadela.